# Cracauer Anger
Als Cracauer Anger wird ein Teilgebiet der Flussaue östlich der Elbe im Gebiet der Stadt Magdeburg bezeichnet.

## Lage
Obwohl nach dem Stadtteil Cracau benannt, gehört der Cracauer Anger heute zum Stadtteil Herrenkrug. Der größte Teil des Gebiets wird heute vom Elbauenpark eingenommen. In Nord-Süd-Richtung wird der Anger durch die Herrenkrugstraße geteilt. Das Gebiet westlich der Straße zur Elbe hin wird als Kleiner Cracauer Anger, das Gebiet östlich als Großer Cracauer Anger bezeichnet.

## Geschichte

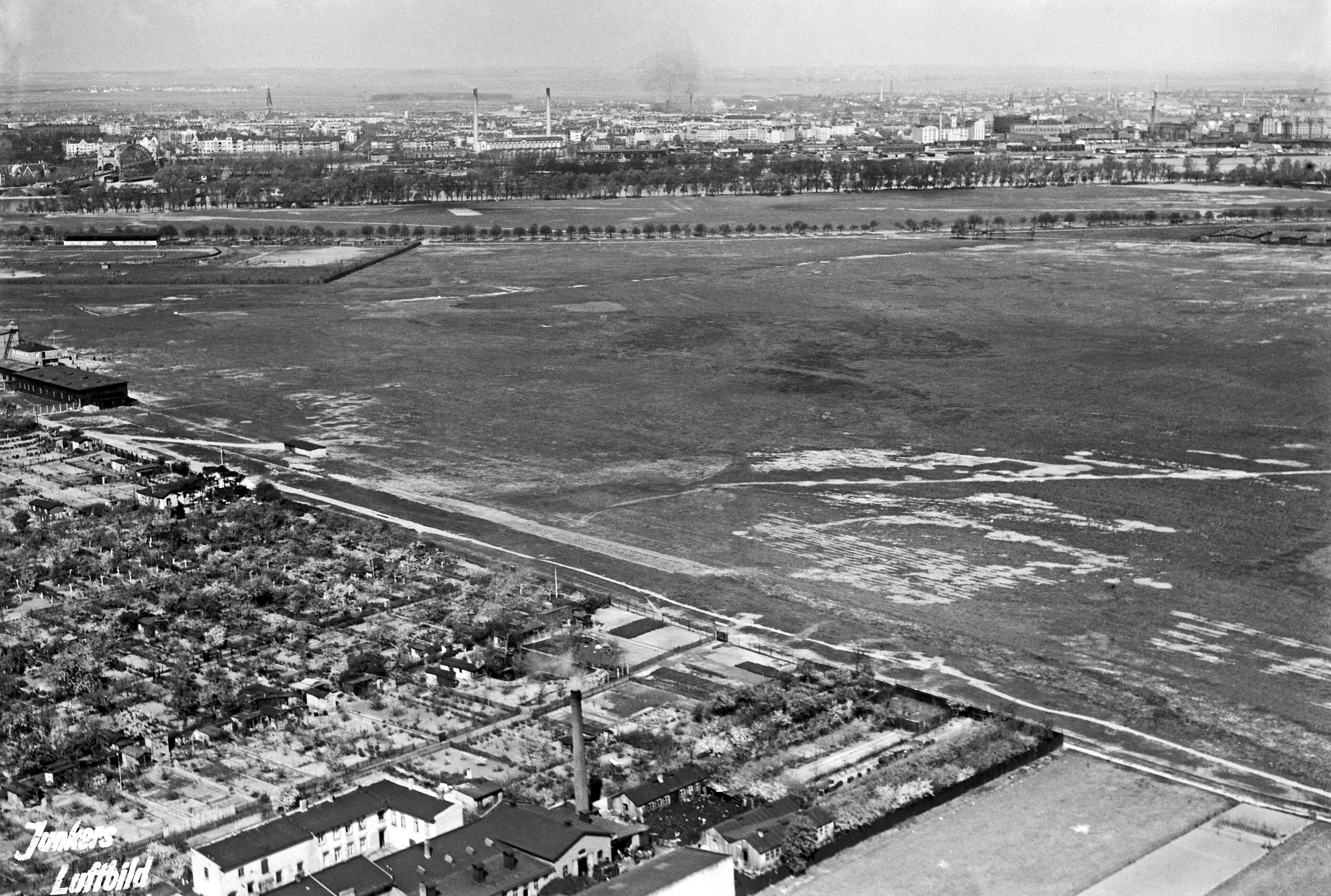
Blick über den Cracauer Anger von Osten, 1927

Bereits im Mittelalter wurde der Cracauer Anger als Weidefläche genutzt. Das durch feuchte Wiesen geprägte Gebiet zog sich über 450 Hektar nördlich des Dorfes Cracau bis zum Herrenkrug hin. Flora und Fauna entsprachen den typischen Verhältnissen der Elbaue, so war auch der Elbebiber dort heimisch.
In der Mitte des 19. Jahrhunderts begann eine intensive militärische Nutzung, zunächst als Exerzierplatz. Zuvor waren im Zuge des Ausbaus der Festung Magdeburg mit der Turmschanze bereits kleinere Flächen für militärische Befestigungen genutzt worden. Der in diesem Zusammenhang entstandene Magdeburger Stadtteil Friedrichstadt schnitt den verbliebenen Anger von dem namengebenden, weiter südlich gelegenen Dorf Cracau, ab. Im Norden war der Landschaftspark Herrenkrugpark entstanden.
1873 wurde auf dem Anger ein Schießplatz eingerichtet, später entstanden Kasernen. Sie werden heute zum Teil für zivile Zwecke genutzt.

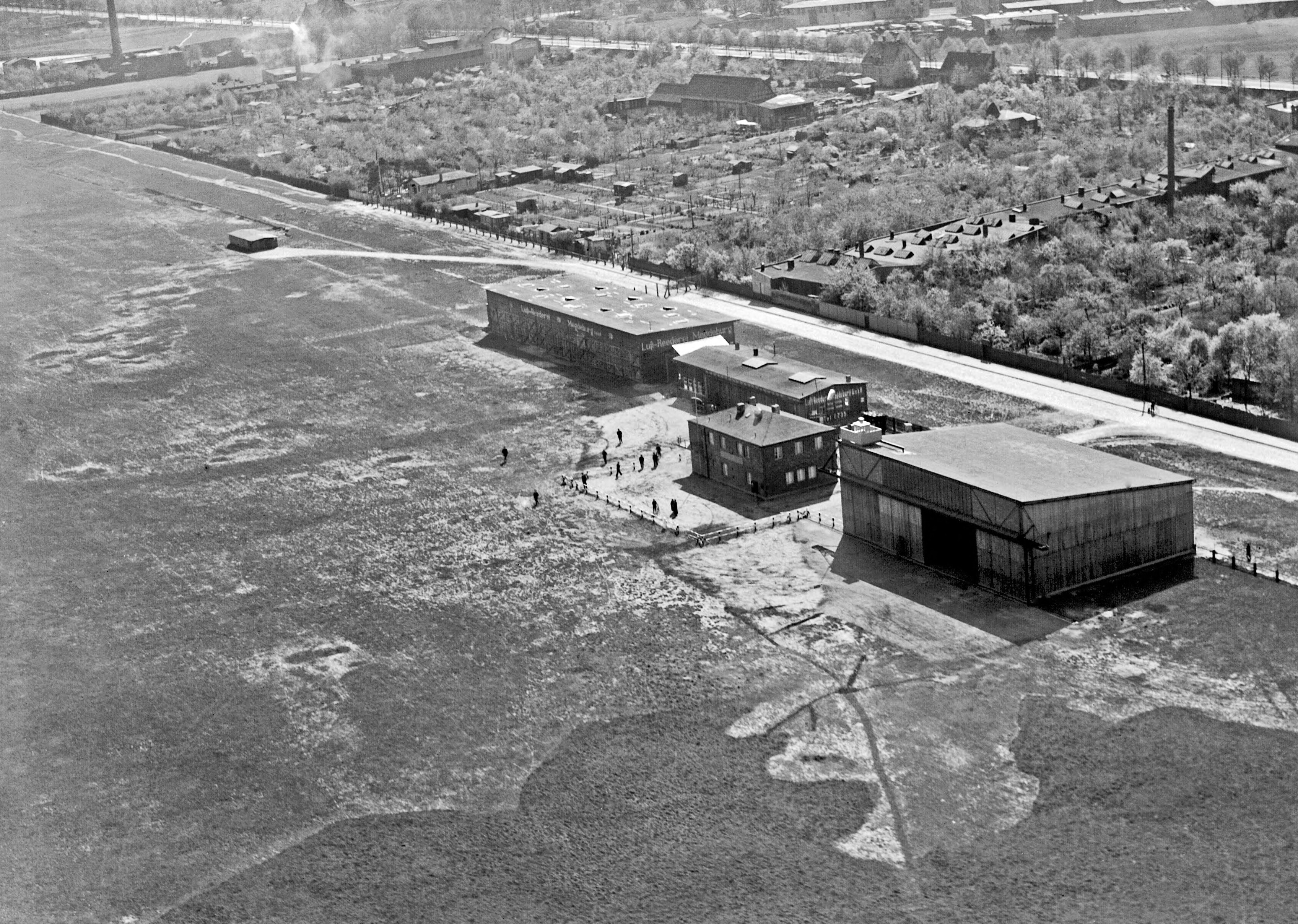
Flugplatz im Jahr 1927 kurz vor Verlagerung des Betriebs

Der Cracauer Anger war auch Schauplatz der Luftfahrtgeschichte. Am 28. Oktober 1908 unternahm hier Hans Grade einen der ersten deutschen Motorflüge. Mit einem Dreidecker erreichte er eine Höhe von acht Metern. Es kam zur Einrichtung eines Flugplatzes auf dem 1914 auch ein Zeppelin landete. Später wurde der Flugplatz zugunsten eines neuen Flugplatzes an der Berliner Chaussee  wieder aufgegeben.
Von 1922 bis in die 1930er Jahre befand sich die Sportanlage des Fußball- und Cricketclubs Viktoria auf dem Anger, etwa im Gebiet des heutigen Hauptzugangs zum Elbauenpark.
In der Zeit des Nationalsozialismus wurde die militärische Nutzung noch verstärkt. Neben dem Bau eine Infanteriekaserne wurde der Anger ab 1938 praktisch komplett durch die Wehrmacht genutzt. Darüber hinaus gab es Tongruben und Ziegeleien, aber auch Ausflugs- und Tanzlokale.

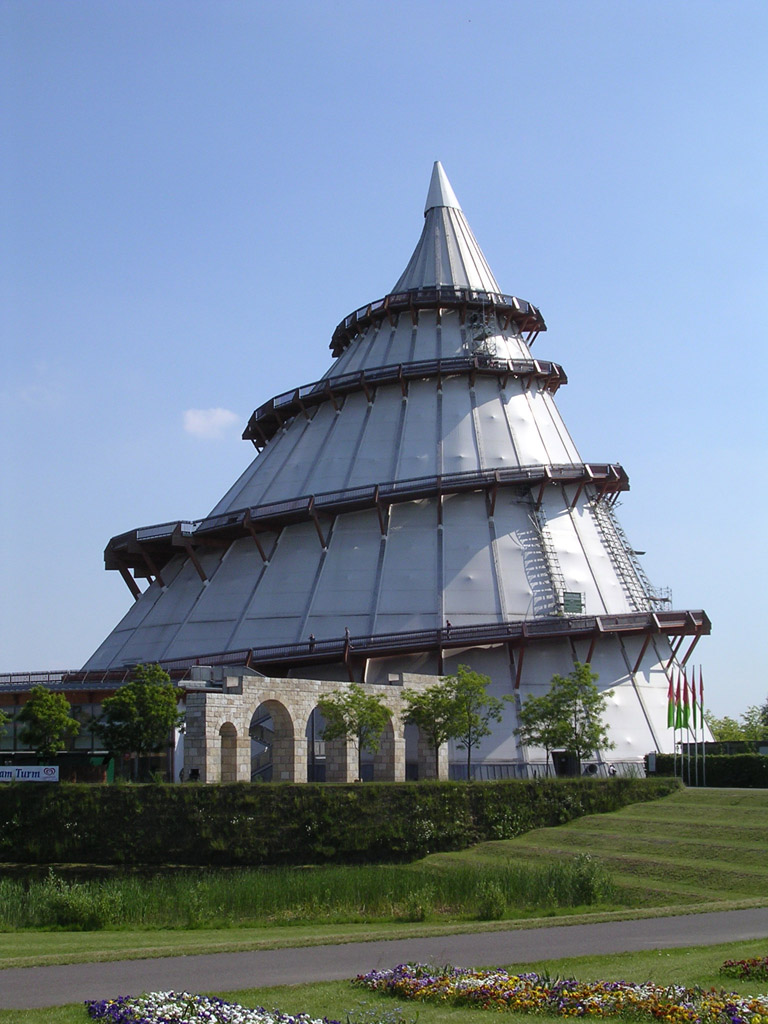
Jahrtausendturm auf dem Kleinen Cracauer Anger

Mit dem Ende des Zweiten Weltkriegs diente der Kleine Cracauer Anger zur Lagerung des Trümmerschutts aus der durch Luftangriffe schwer zerstörten Stadt Magdeburg. Das Niveau des in der Elbaue gelegenen Exerzierplatzes wurde so um etwa fünf Meter erhöht.
Bis 1992 diente der Cracauer Anger der sowjetischen Armee als Kasernengelände und Truppenübungsplatz. Anschließend wurde eine umfassende Beseitigung von Kampfmitteln und die Rekultivierung des Gebietes erforderlich, das 1999 für die Bundesgartenschau hergerichtet wurde. Es entstanden diverse touristisch ausgerichtete Gebäude wie der Jahrtausendturm auf dem Kleinen Cracauer Anger, der Seebühne und dem Großen Angerfelsen.
Der heutige Elbauenpark stellt die Nachnutzung des Bundesgartenschaugeländes dar, dem noch das Schmetterlingshaus hinzugefügt wurde.
Von August bis Dezember 2011 entstand auf der südlichen Hangseite der ehemaligen Hausmülldeponie der Solarpark Cracauer Anger mit einer Nennleistung von 8,49 MWp, der seitdem etwa 10.000 Bürger mit Strom versorgt.
Koordinaten: 52° 8′ 22,2″ N, 11° 40′ 12″ O